# Пајн Хил (Њу Џерзи)
Пајн Хил (енгл. Pine Hill) град је у америчкој савезној држави Њу Џерзи.

## Демографија
По попису из 2010. године број становника је 10.233, што је 647 (-5,9%) становника мање него 2000. године.
| Група             | 2000.         | 2010.         |
| Белци             | 8.165 (75,0%) | 6.653 (65,0%) |
| Афроамериканци    | 1.996 (18,3%) | 2.463 (24,1%) |
| Азијати           | 153 (1,4%)    | 217 (2,1%)    |
| Хиспаноамериканци | 396 (3,6%)    | 690 (6,7%)    |
| Укупно            | 10.880        | 10.233        |